# 青片乡
青片乡，是中华人民共和国四川省绵阳市北川羌族自治县下辖的一个乡镇级行政单位。

## 行政区划
青片乡下辖以下地区：
新街社区、安棉村、正河村、西纳村、高峰村、茶湾村和尚武村。

## 中国传统村落
2013年8月，上五村被评为第二批中国传统村落。